# Andrea Di Paola
Andrea Di Paola (1970) è un astronomo italiano (attivo dal 1996). Lavora all'Osservatorio astronomico di Roma.
Ha scoperto molti asteroidi. Ha coscoperto la supernova 2002cv e, come membro del team CINEOS, la cometa periodica 167P/CINEOS, inizialmente ritenuta un asteroide della classe dei Centauri. L'asteroide 27130 Dipaola è stato così denominato in suo onore.